# Anna Dello Russo

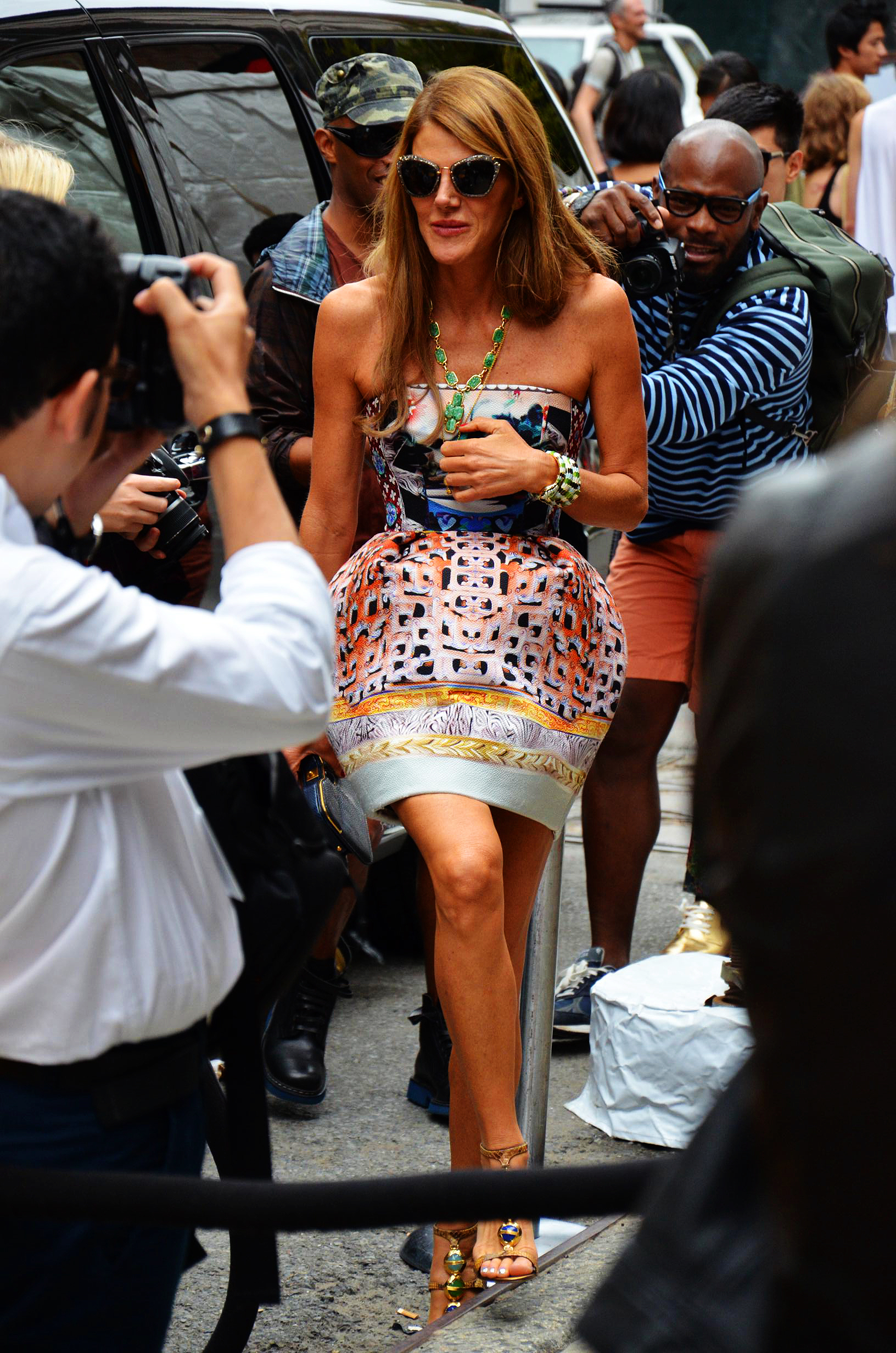
Anna Dello Russo (2011)

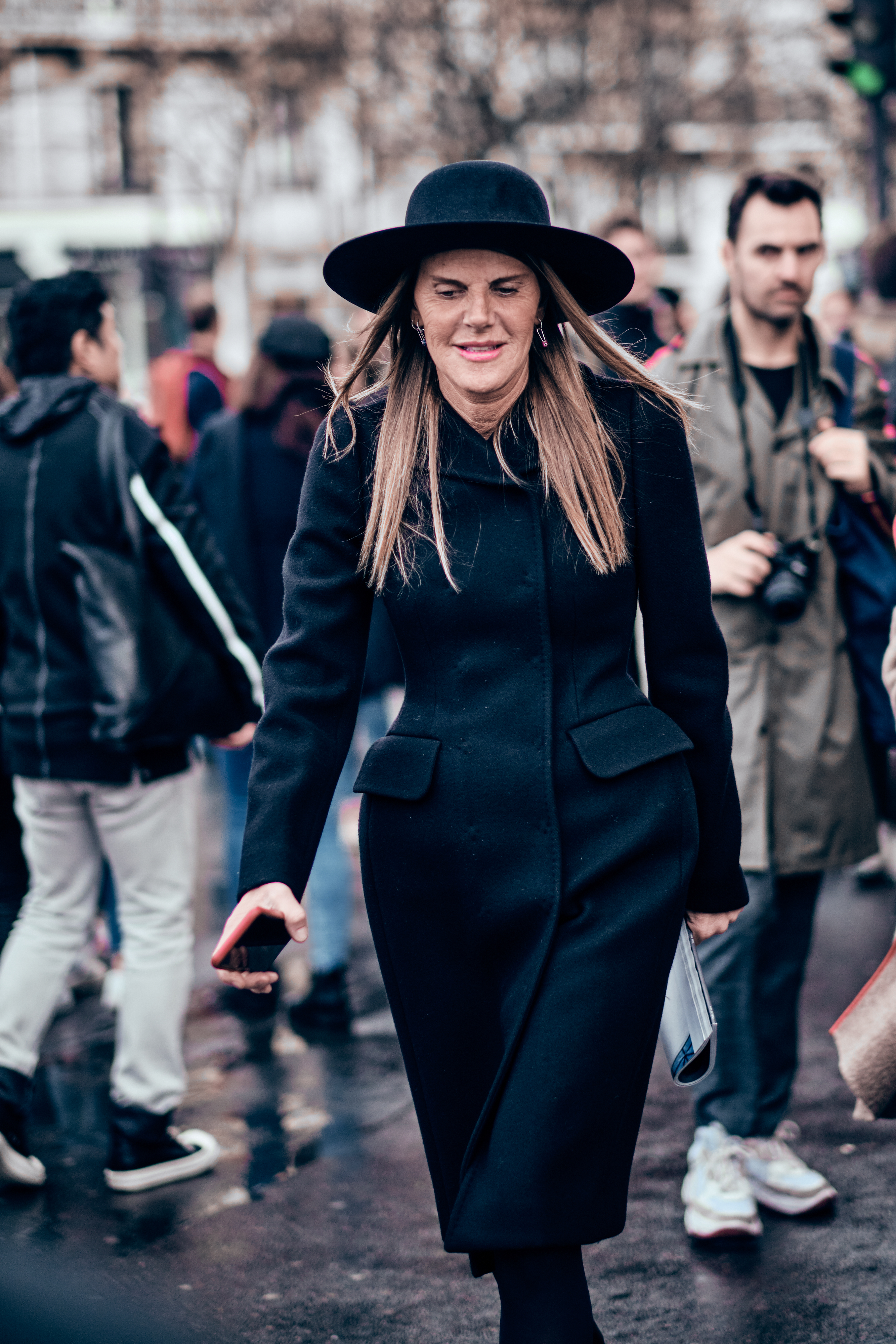
Anna Dello Russo (2019)

Anna Dello Russo (* 16. April 1962 in Bari) ist eine italienische Modejournalistin und Autorin.

## Leben
Dello Russo ist die Tochter eines Psychiaters und einer Naturforscherin; sie hat einen Bruder und eine Schwester. Ihre Eltern unterstützten ihre Modekarriere. Schon früh interessierte sie sich für Mode. Mit 12 Jahren fragte sie ihren Vater nach einem „Fendi-Set“, das aus einer Handtasche, Schal, Regenschirm, Taschentuch, Brieftasche und einem Schlüsselbund bestand. Hiermit begann ihre Leidenschaft, Mode und Schmuck zu sammeln.
Dello Russo studierte italienische Literatur und Kunstgeschichte an der Universität Bari und absolvierte ihren Master in Mode an der Domus Academy in Mailand. Sie wurde von Condé Nast für die Vogue Italien engagiert, bei der sie 18 Jahre lang unter Franca Sozzani arbeitete.
Seit 2006 ist sie kreative Beraterin und Redakteurin für Vogue Japan. 2006 verließ sie ihre Position als Creative Director von L’uomo Vogue, um als freiberufliche kreative Beraterin tätig zu sein. 2007 kehrte sie schließlich als Chefredakteurin von Vogue Japan zu Condé Nast zurück. Sie gründete 2010 ihren eigenen Modeblog. Sie ist weltweit in der Modebranche für ihren exzentrischen Streetstyle bekannt.

## Privates
Im Jahr 1996 war sie für etwas über einen Monat verheiratet, bevor sie sich wieder scheiden ließ. Als Begründung für die Scheidung gab sie an, sie habe im Kleiderschrank keinen Platz für die Sachen ihres Ehemannes.